# Pinanga maculata
Pinanga maculata là loài thực vật có hoa thuộc họ Arecaceae. Loài này được Porte ex Lem. miêu tả khoa học đầu tiên năm 1863.